# Verkehrsmittelwerbung

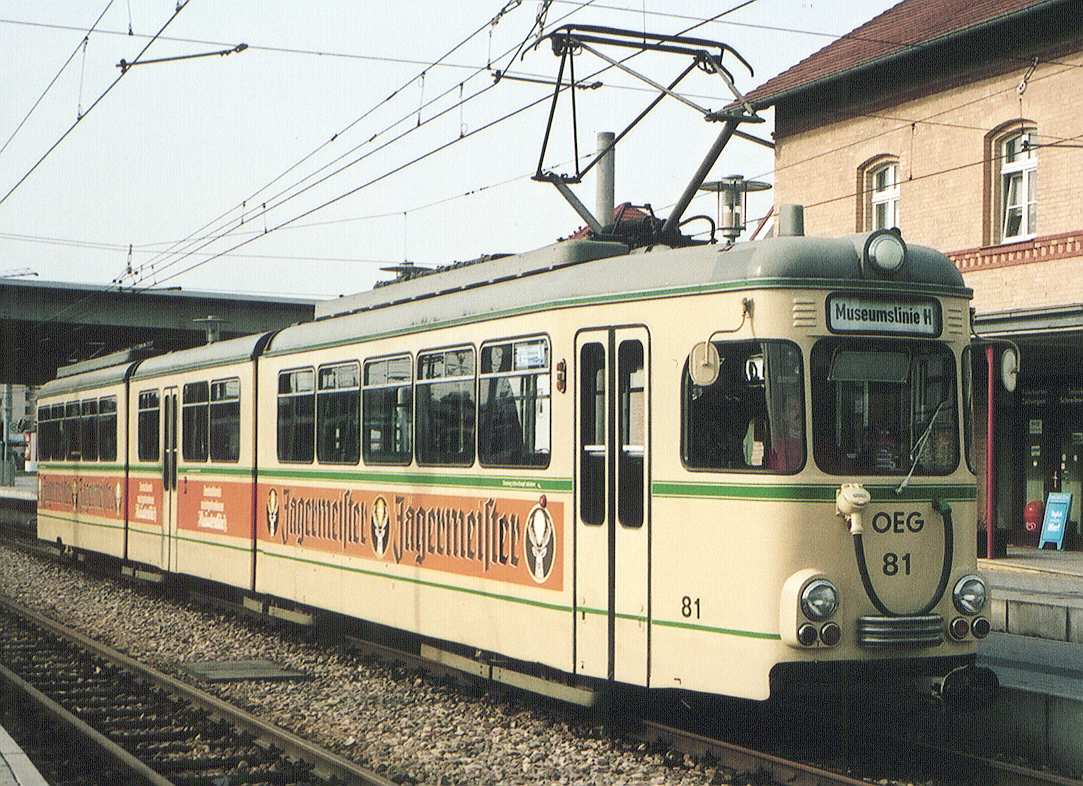
Ein Klassiker ist die Werbung an den Seitenflächen von Straßenbahnwagen wie hier für Jägermeister

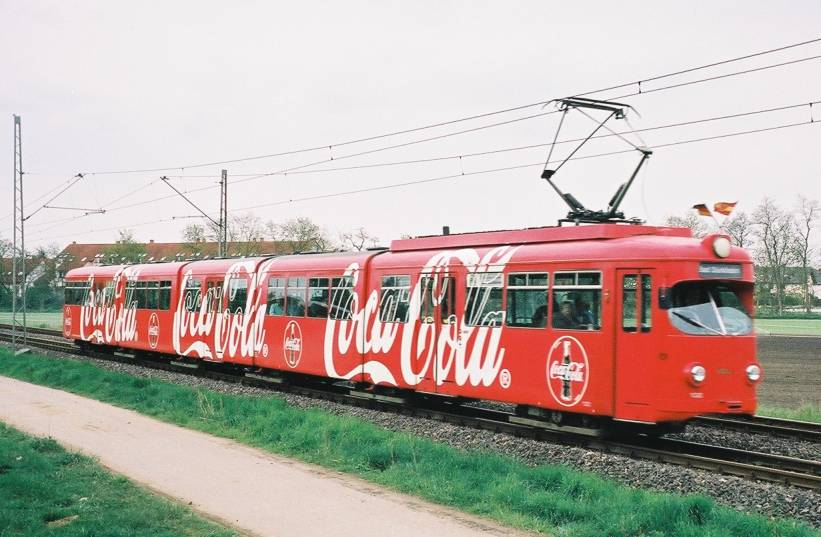
RHB-Zwölfachser mit Ganzreklame für Coca-Cola

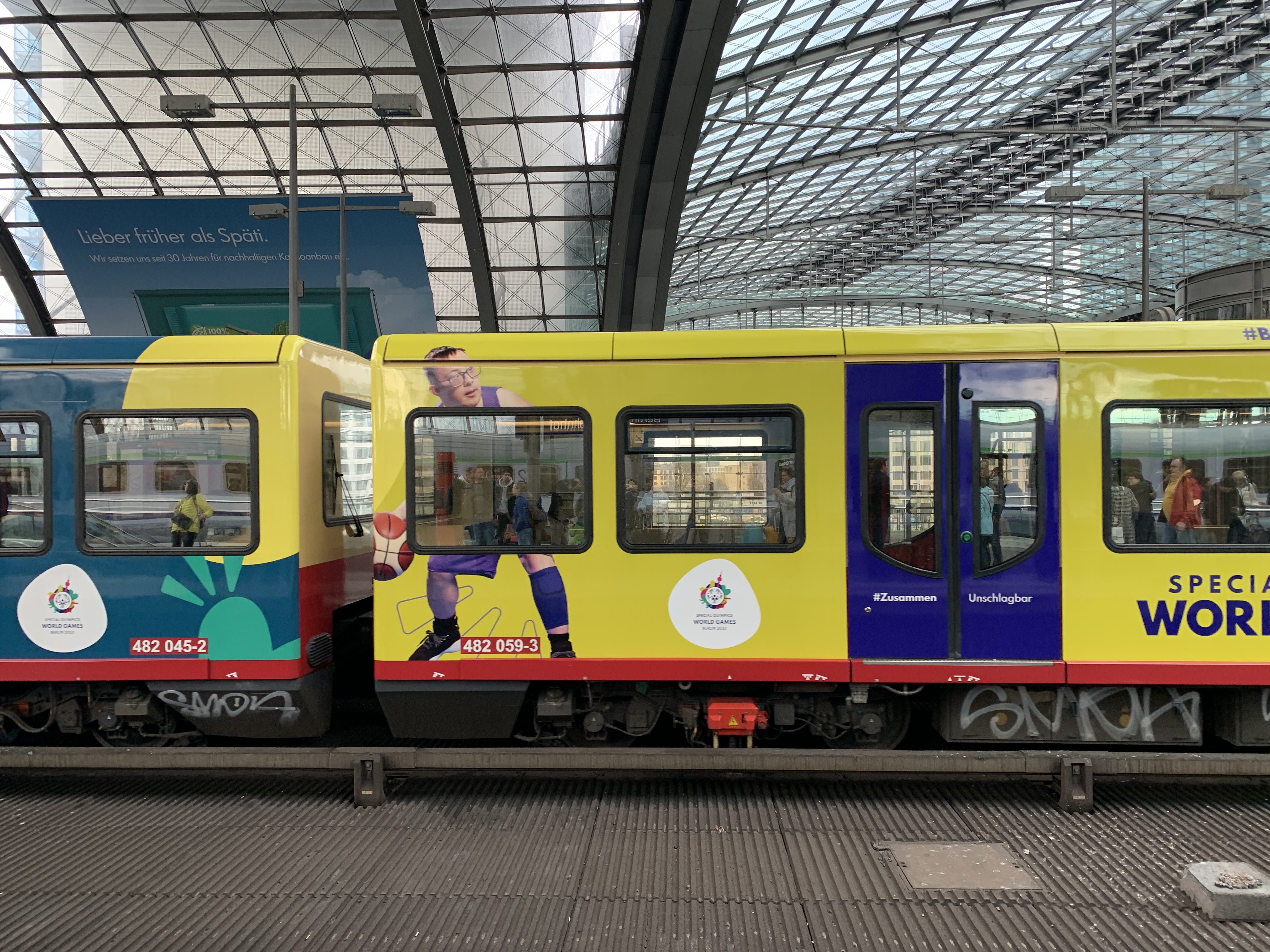
Für die Special Olympics 2023 in Berlin werbender S-Bahn-Zug

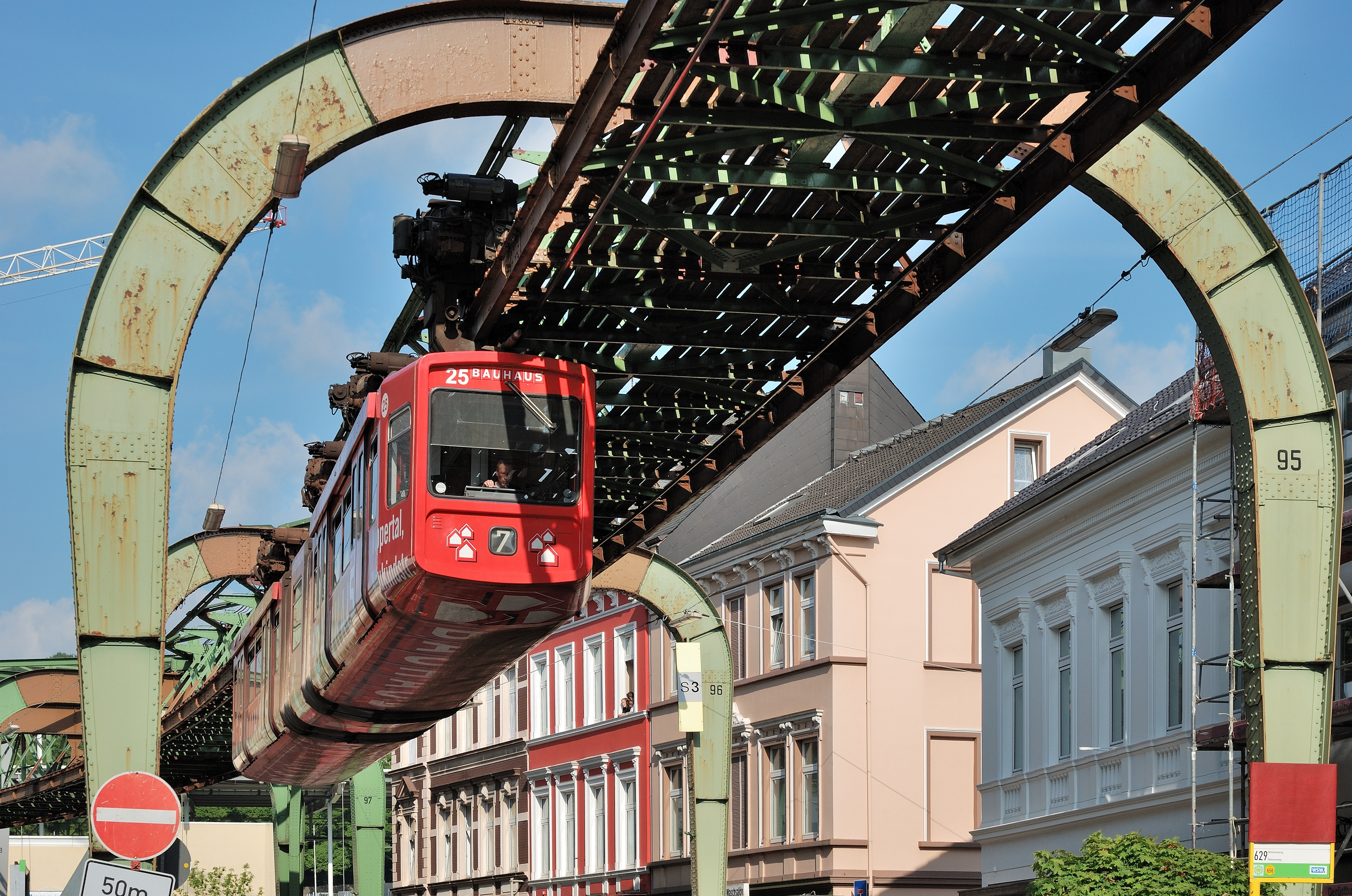
Bei der Wuppertaler Schwebebahn sind teilweise auch die Unterseiten der Wagen in die Reklamegestaltung einbezogen

Die Verkehrsmittelwerbung ist eine besondere Form der Werbung, die sich in Außenwerbung, bei der die Werbung an Verkehrsmitteln angebracht wird, und Innenraumwerbung unterscheidet. Am weitesten verbreitet ist hierbei die Anbringung an öffentlichen Nahverkehrsmitteln, insbesondere Omnibussen, Straßenbahnwagen oder Taxis.
Zielgruppe bei diesen Werbeformen sind nicht in erster Linie die Fahrgäste, sondern die anderen Verkehrsteilnehmer, die das Fahrzeug sehen.
Während bei Stadtbussen und Straßenbahnwagen ursprünglich nur die Beschriftung der Seitenflächen unter und/oder über den Fenstern und die seit 1969 aufgekommene Ganzreklame  üblich waren, stellen die so genannten Trafficboards seit den 2000er Jahren einen neuen Trend dar. Dabei handelt es sich um große rechteckige Folien, die auch über die Fenster geklebt werden. Die Heckseite von Bussen ist hierfür beliebt, da diese von Autofahrern länger betrachtet werden können, etwa an Ampeln, im Stau usw. Bei diesen für kurzfristige (eine bis mehrere Wochen) Werbeaktionen vorgesehenen „fahrenden Plakatwänden“ handelt es sich um spezielle Folien, die – wie bei vielen Ganzreklamen – den Blick von innen nach außen behindern, die sich aber ohne großen Aufwand wieder ablösen lassen. Die Werbung auf den Außenseiten von Fahrzeugen wird auch bei Nah- und Regionalverkehrsmitteln wie U-Bahn-, S-Bahn- und Regionalzügen angewendet.
Bereits seit den 1920er Jahren gibt es die Werbeform mit kleineren Aufklebern (zunächst aus bedrucktem Papier, später mit Folie), die auf der Innenseite der Fenster angebracht werden und die Werbebotschaft auf beiden Seiten verbreiten.
Bei anderen im Innenraum des Verkehrsmittels angebrachten Werbeformen (z. B. auf Schildern unter der Dachverkleidung oder Folien in der Dachvoute) stellen die Fahrgäste die Zielgruppe dar. Die Werbewirkung ist auf den Fahrgastraum begrenzt. Klapprahmen dienen als Halterung für Plakate, zumeist in der Größe DIN A3 oder DIN A2, die z. B. an der Rückwand der Fahrerkabine angebracht werden. Dieses Medium erfreut sich besonders bei Busunternehmen großer Beliebtheit, da es mit geringem technischen Aufwand die Nutzung einer häufig ungenutzten Fläche zur Werbung erlaubt. Diese sehr statische Werbeform im Verkehrsmittel-Innenraum zieht wenig Aufmerksamkeit auf sich. Eine Art der Innenraumwerbung, die einen Schritt zwischen der statischen Plakatwerbung und der multimedialen Innenraumwerbung darstellt, sind die so genannten LED-gestützten Leuchtbänder, die Werbung als Lauftext anzeigen. Nachteil dieser Methode sind die eingeschränkten grafischen Möglichkeiten und der Aufwand, Inhalte zeitnah zu aktualisieren. Daher ist diese Werbeform als Out-of-home-Werbung im Verkehrsmittelinnenraum nur noch selten anzutreffen.
Seit den frühen 1990er Jahren zeichnet sich im Rahmen der Verkehrsmittelwerbung der Trend ab, vermehrt Multimedia-Inhalte wie zum Beispiel Kurzfilme oder Werbespots zu präsentieren und damit die Zielgruppe der Fahrgäste anzusprechen. Neben der Anwendung in Innenräumen von Fahrzeugen wird diese Form auch in Tunnelhaltestellen von Schnellbahnen angewendet. Während der Wartezeiten zwischen den Zugfahrten werden die Fahrgäste mit Informationen und Werbung, die auf die Tunnelwand hinter dem Gleis projiziert wird, unterhalten. Die Vorführung wird unterbrochen, wenn ein Zug einfährt.
Ab dem 9. März 2023 wirbt eine bunt beklebte S-Bahn in Berlin-Brandenburg für die im Juni stattfindenden Special Olympics World Summer Games in Berlin, das weltweit größte internationale, inklusive Sportereignis. Es ist geplant, den S-Bahn-Zug bis zum Ende der Spiele als Botschafter für diesen Sportevent fahren zu lassen.

## Probleme und frühere Verbote
Bei der Großen Berliner Straßenbahn wurden aufgrund von Beschwerden der Fahrgäste Reklameverbote erlassen. Mit Rücksicht darauf war bei der „Fensterreklame“ zu beachten, „daß die freie Durchsicht so wenig wie möglich beeinträchtigt wird“. Maximal durfte „ein Sechstel der Fensterfläche […] der freien Durchsicht entzogen werden“. Von „betriebsamen Unternehmern“ wurden daraufhin bereits „sieben Meter lange Riesenschilder auf den Dächern“ der Großen Berliner Straßenbahn angedacht. Am 28. Mai 1918 wurden die bis dahin bestehenden Verbote aufgehoben.